# Ядерна енергетика Австралії
Ядерна енергетика в Австралії була темою дискусій з 1930-х років. В Австралії є один ядерний реактор (OPAL) у Лукас-Хайтс, Новий Південний Уельс, який використовується лише для виробництва радіонуклідів для ядерної медицини і не виробляє електроенергію. В Австралії зосереджено 33% розвіданих світових родовищ урану, і в цей час вона є третім у світі виробником урану після Казахстану та Канади.
Великі недорогі запаси вугілля та природного газу в Австралії історично використовувалися як вагомі аргументи для уникнення ядерної енергетики. Ліберальна партія виступає за розвиток ядерної енергетики та ядерної промисловості в Австралії з 1950-х років. Наприкінці 1960-х років уряд Гортона розпочав будівництво атомної електростанції Джервіс-Бей, але плани були залишені після того, як у 1971 році прем’єр-міністр змінив Джона Гортона. У 1970-х роках в Австралії розвинувся антиядерний рух, який спочатку зосереджувався на забороні ядерної зброї, тестуванні та обмеженні розвитку видобутку та експорту урану. Рух також поставив під сумнів екологічні та економічні витрати розвитку ядерної енергетики та можливість перенаправлення матеріалів, що розщеплюються, для виробництва ядерної зброї.
Відродив інтерес до ядерної енергетики прем'єр-міністр Джон Ховард у 2007 році у відповідь на необхідність переходу до низьковуглецевих методів виробництва електроенергії, щоб зменшити вплив глобального потепління на Австралію. У 2015 році прем'єр-міністр Південної Австралії Джей Везерілл ініціював Королівську комісію з ядерного паливного циклу для дослідження майбутньої ролі штату в ядерному паливному циклі. Станом на 2018 рік є три діючі уранові шахти: Рейнджер на Північній території, Олімпійська гребля в Південній Австралії та Беверлі з Фор Майл у Південній Австралії. Королівська комісія вирішила, що в Південній Австралії немає підстав для впровадження ядерної енергії в електромережу, але вона не врахувала її потенційного міждержавного розвитку. У своєму остаточному звіті від травня 2016 року Королівська комісія рекомендувала скасувати заборони, які перешкоджають розробці атомних електростанцій на національному рівні.
У 2017 році колишній прем’єр-міністр Австралії Тоні Еббот виступав за зміну законодавства, щоб дозволити будівництво атомних електростанцій в Австралії. Колишній заступник прем’єр-міністра Нового Південного Уельсу Джон Баріларо також закликав до дебатів щодо перспективи ядерної енергетики в Австралії, включаючи перегляд Джервіс-Бей як перспективного місця для атомної електростанції. У листопаді 2017 року сенатор Корі Бернарді представив у Сенаті законопроєкт про ядерний паливний цикл (спрощення) 2017 року з наміром скасувати наявні заборони, що перешкоджають створенню ядерної енергетики в Австралії.

## Зовнішні посилання
- Nuclear Power in Australia